# Olimpia Breza
Olimpia Breza (ur. 14 lutego 2002) – polska lekkoatletka specjalizująca się w biegach długich. Mistrzyni Polski seniorów w biegu na 10 000 metrów (Ustka 2024, Warszawa 2025), brązowa medalistka mistrzostw Polski seniorów w biegu na 10 000 metrów (Olkusz 2023), w biegu na 5000 metrów (Bydgoszcz 2024).
W 2019 roku triumfowała w biegu na 3000 metrów w trakcie olimpijskiego festiwalu młodzieży Europy w Baku. Podczas tego samego sezonu, bez sukcesów, reprezentowała Polskę na mistrzostwach świata w biegach przełajowych oraz mistrzostwach Europy w tej specjalności.
Medalistka ogólnopolskiej olimpiady młodzieży i reprezentantka kraju w meczach międzypaństwowych.
Rekordy życiowe:
- bieg na 3000 metrów (stadion) – 9:07,98 (5 maja 2024, Pilezhausen)
- bieg na 5000 metrów (stadion) – 15:28,13 (11 maja 2024, Karlsruhe)
- bieg na 10 000 metrów (stadion) – 33:13,22 (26 kwietnia 2025, Warszawa)
- bieg na 2000 metrów (hala) – 5:56,91 (23 stycznia 2021, Toruń)
- bieg na 3000 metrów (hala) – 8:57,91 (7 lutego 2025, Walencja)

## Osiągnięcia
| Rok  | Impreza                                       | Miejsce   | Konkurencja           | Pozycja     | Wynik         |
| ---- | --------------------------------------------- | --------- | --------------------- | ----------- | ------------- |
| 2019 | Mistrzostwa świata w biegach przełajowych     | Aarhus    | bieg juniorów         | 55. miejsce | 23:32         |
| 2019 | Olimpijski festiwal młodzieży Europy          | Baku      | bieg na 3000 metrów   | 1. miejsce  | 9:48,23       |
| 2019 | Mistrzostwa Europy w biegach przełajowych     | Lizbona   | bieg juniorów         | 55. miejsce | 15:37         |
| 2021 | Mistrzostwa świata juniorów                   | Nairobi   | bieg na 3000 metrów   | 9. miejsce  | 10:16,03      |
| 2023 | Mistrzostwa Polski, Mistrzostwa Polski U23    | Olkusz    | bieg na 10 000 metrów | 3. miejsce  | 34:32.45      |
| 2024 | Halowe Mistrzostwa Polski U23                 | Toruń     | bieg na 3000 metrów   | 1. miejsce  | 9:05,90       |
| 2024 | Mistrzostwa Polski, Mistrzostwa Polski U23    | Ustka     | bieg na 10 000 metrów | 1. miejsce  | 33:49.64(631) |
| 2024 | Mistrzostwa Polski U23                        | Ciechanów | bieg na 5000 metrów   | 1. miejsce  | 15:54.03      |
| 2024 | Mistrzostwa Polski                            | Bydgoszcz | bieg na 5000 metrów   | 3. miejsce  | 15:53.07      |
| 2024 | Mistrzostwa Polski U23 w Biegach Przełajowych | Bytom     | bieg przełajowy       | 2. miejsce  | 22:18         |
| 2024 | Mistrzostwa Europy U23 w Biegach Przełajowych | Antalya   | bieg przełajowy       | 9. miejsce  | 22:00         |
| 2025 | Halowe mistrzostwa Europy                     | Apeldoorn | bieg na 3000 metrów   | eliminacje  | 9:08,83       |
| 2025 | Mistrzostwa Polski                            | Warszawa  | bieg na 10 000 metrów | 1. miejsce  | 33:13.22      |

## Ciekawostki
Zajęła pierwsze miejsce w Mistrzostwach Polski seniorów i U23 w roku 2024 rozgrywanych w Ustce w biegu na 10 000 metrów pokonując srebrną medalistkę o 0,006 sekundy. Jest to najmniejsza różnica czasowa w historii Mistrzostw Polski w biegu długodystansowym pomiędzy złotą i srebrną medalistką.